# Don Chedi (huyện)
Don Chedi (tiếng Thái: ดอนเจดีย์) là một huyện (amphoe) của tỉnh Suphanburi, Thái Lan.

## Địa lý
Các huyện giáp ranh (từ phía bắc theo chiều kim đồng hồ) là: Nong Ya Sai, Sam Chuk, Si Prachan, Mueang Suphanburi và U Thong, và huyện Lao Khwan.

## Lịch sử

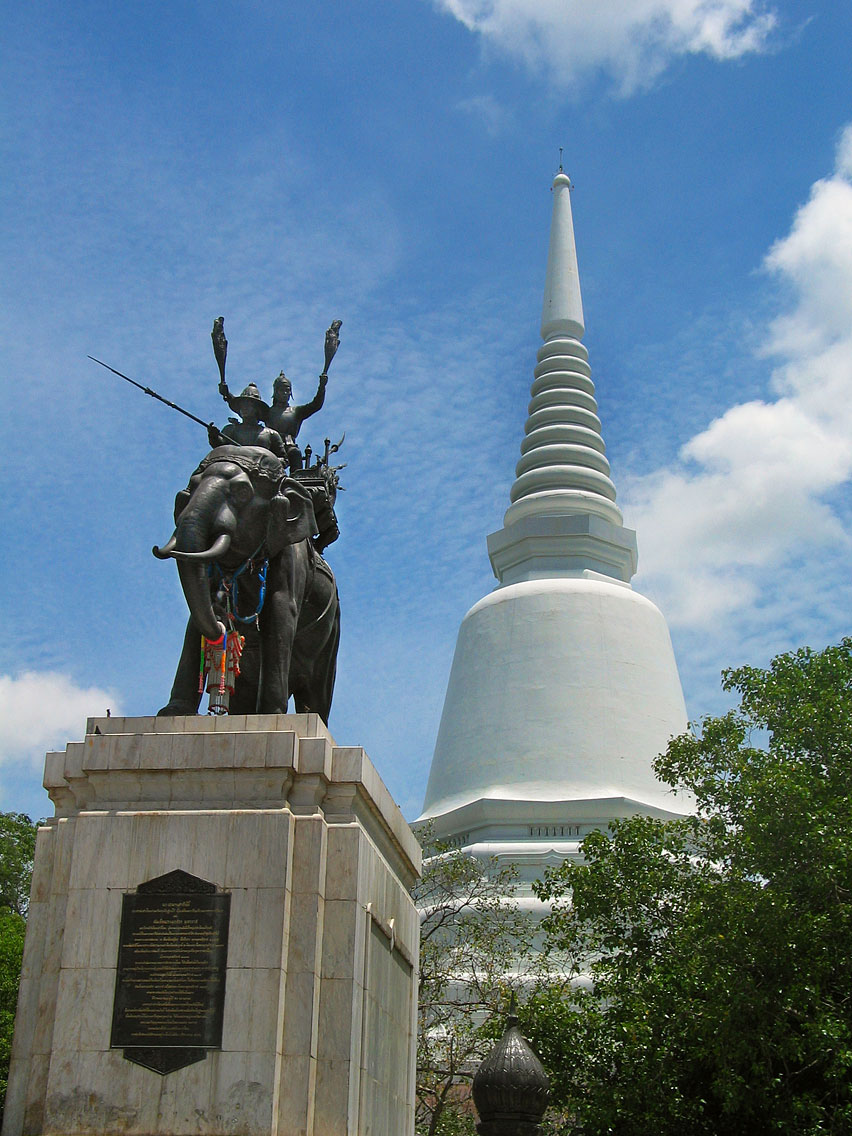
tượng đài kỷ niệm chiến tranh Don Chedi

Hoàng thân Damrong Rajanubhab đã phát hiện phần còn lại của một chedi lớn ở huyện. Ông xác định công trình này được xây thời vua Naresuan năm 1593 sau khi ông đánh thắng quân Miến Điện. Chedi này đã được xây lại năm 1952. Năm 1959, một bức tượng vua cưỡi trên lưng voi chiến do Silpa Bhirasri điêu khắc đã được bổ sung vào công trình
Tuy nhiên, một số nghiên cứu gần đây lại hoài nghi về giả thuyết trên. Nhà buôn Hà Lan Jeremias van Vliet trong tách phẩm Lịch sử ngắn về vua Xiêm năm 1640 viết rằng trận chiến trên xảy ra gần Ayutthaya.
Khu vực huyện ngày nay ban đầu thuộc của Si Prachan và đã được lập làm một tiểu huyện (king amphoe) ngày 1 tháng 1 năm 1962, bao gồm hai tambon Don Chedi và Nong Sarai. Đơn vị này đã được nâng cấp thành huyện ngày 27 tháng 7 năm 1965.

## Hành chính
Huyện này được chia thành 5 phó huyện (Tambon), các đơn vị này lại được chia ra thành 48 làng (muban). Có hai thị trấn (thesaban tambon) - Don Chedi và Sa Krachom, mỗi đơn vị nằm trên một phần của tambon cùng tên. Mỗi một trong số tambon được quản lý bởi một tổ chức hành chính tambon.
| Nr. | Tên        | Tên Thái   | Số làng | Dân số |
| --- | ---------- | ---------- | ------- | ------ |
| 1.  | Don Chedi  | ดอนเจดีย์    | 9       | 14.219 |
| 2.  | Nong Sarai | หนองสาหร่าย | 10      | 7.897  |
| 3.  | Rai Rot    | ไร่รถ       | 9       | 7.465  |
| 4.  | Sa Krachom | สระกระโจม  | 8       | 8.514  |
| 5.  | Thale Bok  | ทะเลบก     | 12      | 7.241  |